# Liste der Biografien/Manu
Liste der Biografien |
Portal Biografien |
Personensuche
# |
A |
B |
C |
D |
E |
F |
G |
H |
I |
J |
K |
L |
M |
N |
O |
P |
Q |
R |
S |
T |
U |
V |
W |
X |
Y |
Z |
?
 
Ma |
Mb |
Mc |
Md |
Me |
Mf |
Mg |
Mh |
Mi |
Mj |
Mk |
Ml |
Mm |
Mn |
Mo |
Mp |
Mq |
Mr |
Ms |
Mt |
Mu |
Mv |
Mw |
Mx |
My |
Mz
 
Maa |
Mab |
Mac |
Mad |
Mae |
Maf |
Mag |
Mah |
Mai |
Maj |
Mak |
Mal |
Mam |
Man |
Mao |
Map |
Maq |
Mar |
Mas |
Mat |
Mau |
Mav |
Maw |
Max |
May |
Maz
 
Mana |
Manb |
Manc |
Mand |
Mane |
Manf |
Mang |
Manh |
Mani |
Manj |
Mank |
Manl |
Mann |
Mano |
Manp |
Manq |
Manr |
Mans |
Mant |
Manu |
Manv |
Manw |
Many |
Manz
Die Liste der Biografien führt alle Personen auf, die in der deutschsprachigen Wikipedia einen Artikel haben. Dieses ist eine Teilliste mit 98 Einträgen von Personen, deren Namen mit den Buchstaben „Manu“ beginnt.

## Manu
- Ma’nū, Herrscher von Hatra
- Manú (* 1982), portugiesischer Fußballspieler
- Manu, Aaron (* 1999), deutsch-ghanaischer Fußballspieler
- Manu, Braydon (* 1997), deutscher Fußballspieler
- Manu, D. P. (* 2000), indischer Speerwerfer
- Manu, Dora (* 1976), ghanaische Sprinterin
- Manu, Elvis (* 1993), niederländischer Fußballspieler
- Manu, George Adrian (* 1983), rumänischer Bahn- und Straßenradrennfahrer
- Manu, Gheorghe (1833–1911), rumänischer General, Politiker und Staatsmann
- Manu, King (* 2003), deutsch-ghanaischer FußballspielerKing Manu (* 2003)

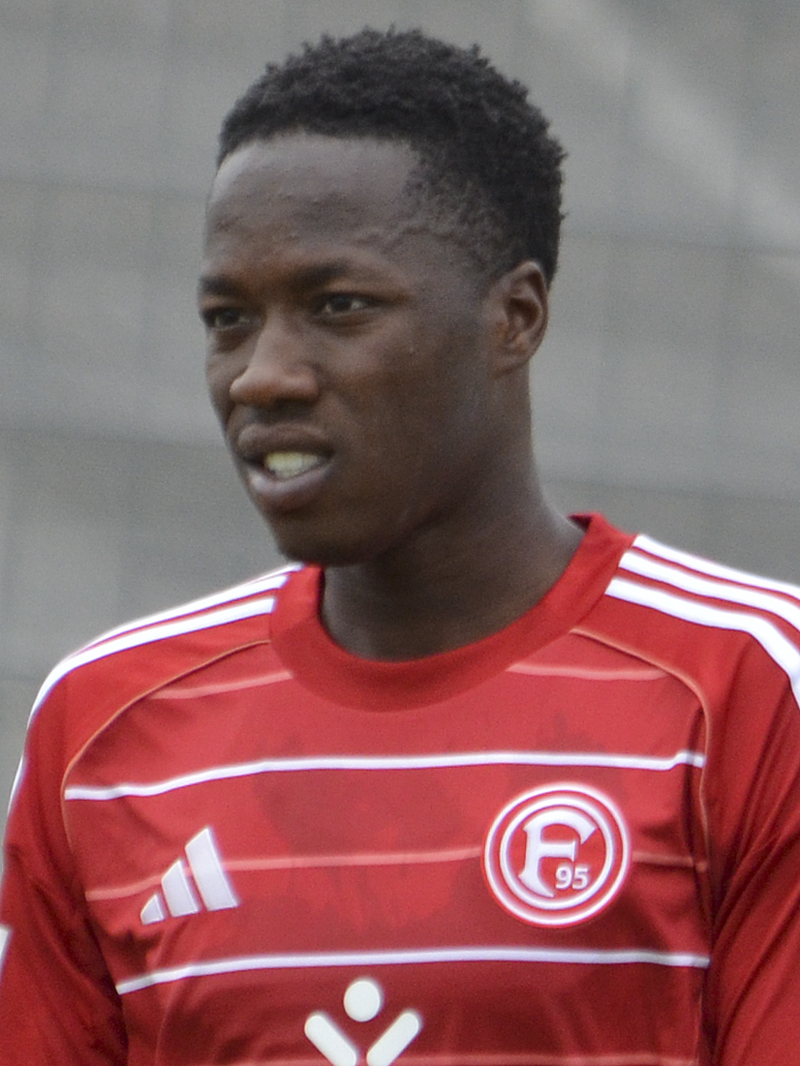
King Manu (* 2003)

### Manua
- Manualpillai, Richard (* 1987), deutscher Schauspieler

### Manuc
- Manuc Bey (1769–1817), armenischer Händler, Diplomat und Gastwirt
- Manucci, Niccolò (* 1638), venezianischer Abenteurer, Reisender und Autor
- Manucho (* 1983), angolanischer Fußballspieler
- Manucy, Dominic (1823–1885), US-amerikanischer römisch-katholischer Geistlicher, Apostolischer Vikar von Brownsville

### Manue
- Manuel Angelos, byzantinischer Thronprätendent, Sohn von Isaak II. Angelos, Stiefsohn von Bonifatius I. von Montferrat
- Manuel Angelos Philanthropenos, byzantinischer Kaisar, Herr von Thessalien
- Manuel António von Portugal (1600–1666), niederländisch-portugiesischer Adeliger
- Manuel de Santo António (1660–1733), Bischof von Malakka und portugiesischer Gouverneur von Portugiesisch-Timor
- Manuel de Villena de la Vega, Juan († 1543), kastilischer Diplomat und Politiker
- Manuel I. (1118–1180), byzantinischer Kaiser
- Manuel I. († 1263), Kaiser von Trapezunt
- Manuel I. (1469–1521), König von Portugal
- Manuel I. Charitopoulos († 1222), Patriarch von Konstantinopel (1217–1222)
- Manuel II. († 1254), Patriarch von Konstantinopel
- Manuel II. (1323–1333), Kaiser von Trapezunt
- Manuel II. (1350–1425), byzantinischer Kaiser
- Manuel II. (1889–1932), portugiesischer Adliger, König von Portugal (1908–1910)Manuel II. (1889–1932)

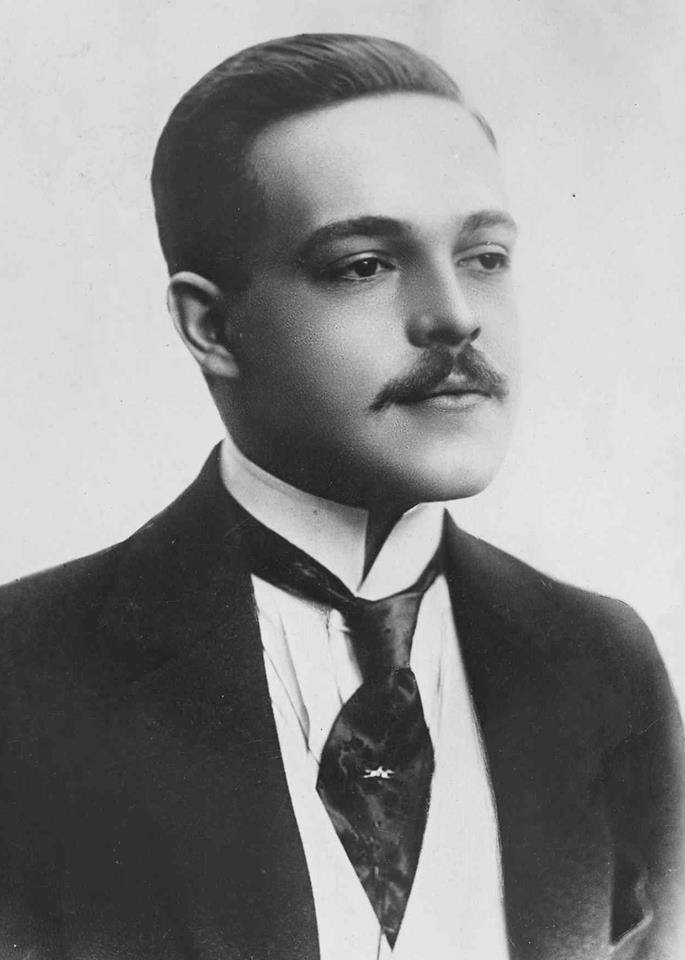
Manuel II. (1889–1932)

- Manuel III. (1364–1417), Kaiser von Trapezunt
- Manuel Kamytzes, byzantinischer Feldherr und Rebell gegen Kaiser Alexios III.
- Manuel Kantakuzenos, byzantinischer Usurpator im Despotat Morea
- Manuel Komnenos (* 1145), Sohn des byzantinischen Kaisers Andronikos I.
- Manuel Komnenos Dukas Angelos († 1241), byzantinischer Despot in Epirus und Thessalien, Thronprätendent in Thessaloniki, Bruder von Theodor I. Komnenos Dukas Angelos
- Manuel Komnenos Raul Asanes, byzantinischer Despot und Heerführer, Schwager von Kaiser Johannes VI. Kantakuzenos
- Manuel Maurozomes, byzantinischer Aristokrat und Rebell gegen Kaiser Theodor I. Laskaris, Schwiegervater des Seldschukensultans Kai Chosrau I.
- Manuel Palaiologos († 1320), byzantinischer Prinz, Enkel von Kaiser Andronikos II.
- Manuel Philes, byzantinischer Dichter
- Manuel von Portugal (1568–1638), niederländisch-portugiesischer Adeliger
- Manuel, Albrecht (1560–1637), Schweizer Schultheiss von Bern
- Manuel, Archibald (1901–1976), schottischer Politiker (Labour Party), Mitglied des House of Commons
- Manuel, Denis (1931–1993), französischer Synchronsprecher und Schauspieler
- Manuel, Eugène (1823–1901), französischer Pädagoge, Schriftsteller und Politiker
- Manuel, Hans Rudolf (1525–1571), Schweizer Maler und Politiker
- Manuel, Henri (1874–1947), französischer Porträtfotograf
- Manuel, Julian (* 1979), deutscher Schauspieler und Synchronsprecher
- Manuel, Lurdes Gloria (* 2005), tschechische Sprinterin
- Manuel, Niklaus († 1530), Berner Dramatiker, Maler, Graphiker und StaatsmannNiklaus Manuel († 1530)

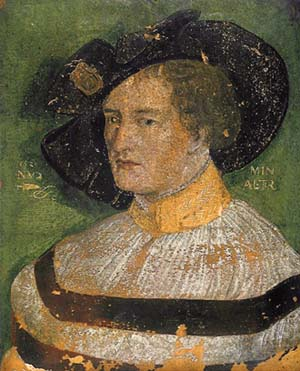
Niklaus Manuel († 1530)

- Manuel, Peter (1927–1958), schottischer Serienmörder
- Manuel, Rebecca (* 1979), australische Wasserspringerin
- Manuel, Richard (* 1888), österreichischer Wasserballspieler
- Manuel, Richard (1943–1986), kanadischer Komponist, Sänger und Multiinstrumentalist
- Manuel, Robert (1916–1995), französischer Schauspieler und Regisseur
- Manuel, Rudolf Gabriel (1749–1829), Schweizer
- Manuel, Sandesh (* 1980), indisch-österreichischer Ordenspriester des Franziskanerordens
- Manuel, Simone (* 1996), US-amerikanische Schwimmerin
- Manuel, Trevor (* 1956), südafrikanischer Politiker
- Manuel, Vicente C. (1938–2007), philippinischer Geistlicher, römisch-katholischer Bischof des Apostolischen Vikariats San Jose in Mindoro
- Manuela (1943–2001), deutsche SchlagersängerinManuela (1943–2001)

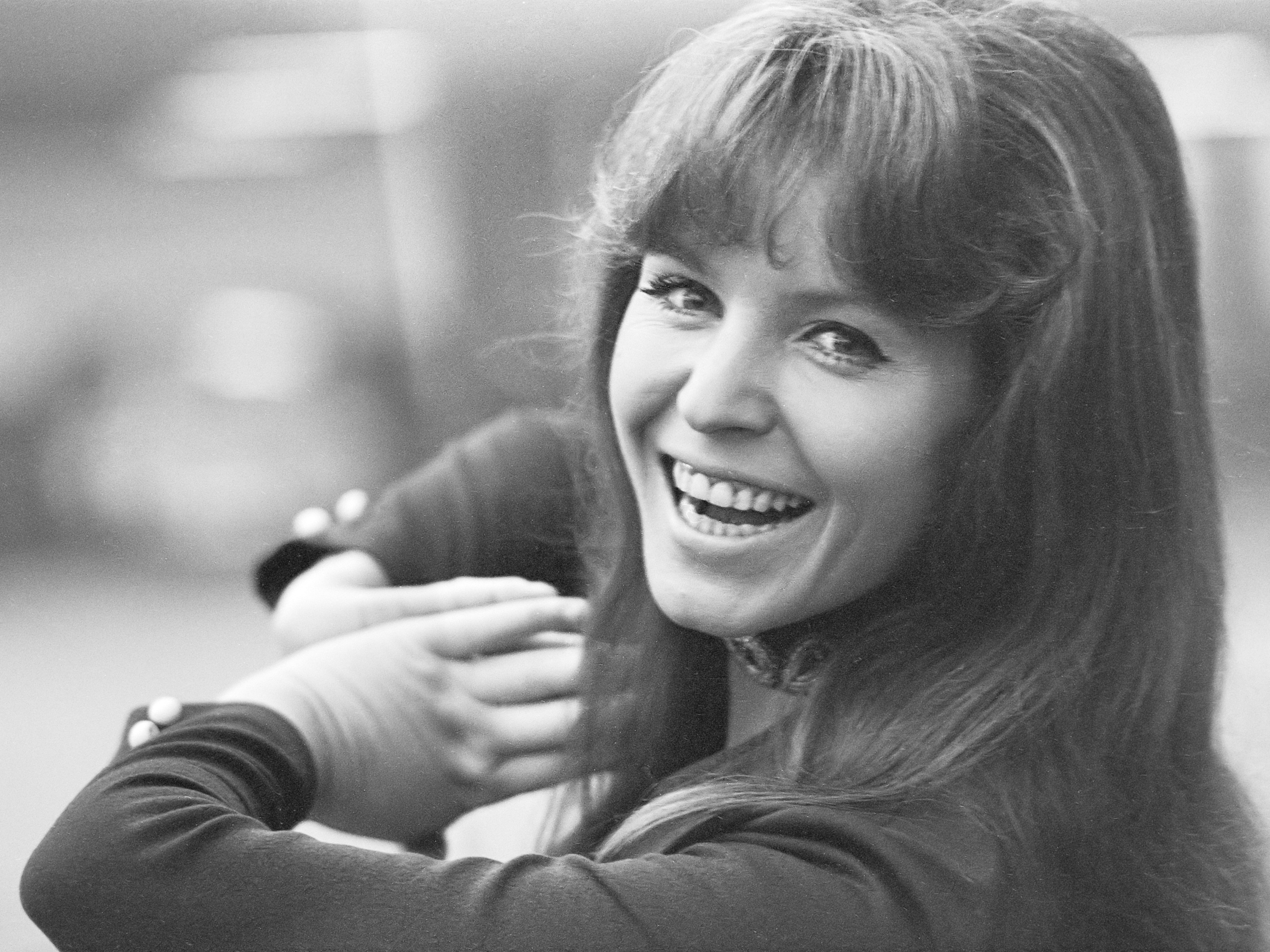
Manuela (1943–2001)

- Manuelian, Peter Der (* 1959), US-amerikanischer Ägyptologe
- Manuelito († 1894), Häuptling der Diné-Indianer
- ManuElla (* 1989), slowenische Popsängerin
- Manuella, Tulaga (* 1936), tuvaluischer Politiker
- Manuelle, Victor (* 1968), puerto-ricanischer Salsa-Sänger
- Manuelli, Massimo (* 1938), italienischer Filmregisseur
- Manuellsen (* 1979), deutscher Rapper und Sänger

### Manuh
- Manuh, Takyiwaa (* 1952), ghanaische Rechtswissenschaftlerin, Anthropologin und Geschlechterwissenschaftlerin

### Manui
- Manuilow, Juri (* 1964), sowjetischer Radrennfahrer
- Manuilow, Walentin Igorewitsch (* 1958), russischer Journalist, Verleger und Politologe
- Manuilowa, Olga Maximilianowna (1893–1984), russisch-sowjetische Bildhauerin und Keramikerin
- Manuilski, Dmitri Sacharowitsch (1883–1959), ukrainischer und sowjetischer Politiker; Erster Sekretär der Kommunistischen Partei der Ukraine

### Manuk
- Manukian, Aram (1879–1919), armenischer Revolutionär, Politiker und General
- Manukjan, Heworh (* 1993), ukrainischer Boxer
- Manukjan, Maksim (* 1987), armenischer Ringer
- Manukjan, Mchitar (* 1973), sowjetischer, armenischer und kasachischer Ringer
- Manukjan, Wasgen (* 1946), armenischer Politiker, erster Premierminister des unabhängigen Armeniens
- Manukyan, Arman (1931–2012), türkischer Wirtschaftswissenschaftler armenischer Abstammung
- Manukyan, Liana (* 1988), armenische Gewichtheberin
- Manukyan, Matild († 2001), türkisch-armenische Bordellbesitzerin, GeschäftsfrauMatild Manukyan († 2001)

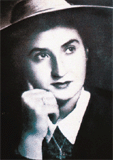
Matild Manukyan († 2001)

### Manul
- Manulis, Martin (1915–2007), US-amerikanischer Filmproduzent

### Manun
- Manunga, Francisca Koki (* 1993), kenianische Hürdenläuferin

### Manup
- Manuputty, Bellaetrix (* 1988), indonesische Badmintonspielerin

### Manus
- Manus, Max (1914–1996), norwegischer Widerstandskämpfer aus der Zeit der deutschen BesetzungMax Manus (1914–1996)

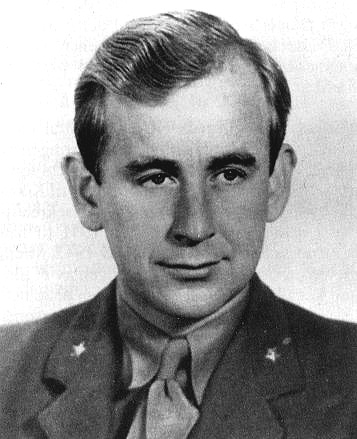
Max Manus (1914–1996)

- Manus, Rosa (* 1881), niederländische Frauenrechtlerin
- Manusakas, Manusos (1914–2003), griechischer Byzantinist und Neogräzist
- Manusardi, Guido (* 1935), italienischer Jazzpianist
- Manuschevich, Diego (* 1984), chilenischer Jazzmusiker
- Manush, Heinie (1901–1971), US-amerikanischer Baseballspieler
- Manussi, Hans (1850–1902), österreichischer Theaterschauspieler und -regisseur sowie Theaterintendant

### Manut
- Manut Muangmun (* 1997), thailändischer Fußballspieler
- Manutius, Aldus (1449–1515), venezianischer Buchdrucker und Verleger
- Manutius, Aldus der Jüngere (1547–1597), jüngster Sohn der Buchdruckerfamilie Manutius
- Manutscharjan, Edgar (* 1987), armenischer Fußballspieler
- Manutschihri († 1040), persischer Dichter

### Manuw
- Manuwald, Bernd (* 1942), deutscher Klassischer Philologe
- Manuwald, Gesine (* 1974), deutsche Klassische Philologin
- Manuwald, Henrike (* 1980), deutsche Altgermanistin
- Manuwald, Rudolf (1916–2002), deutscher Maler, Grafiker und Metallgestalter

### Manuz
- Manuzzi, Luciano (* 1952), italienischer Filmregisseur und Drehbuchautor